# 布拉戈維申卡區

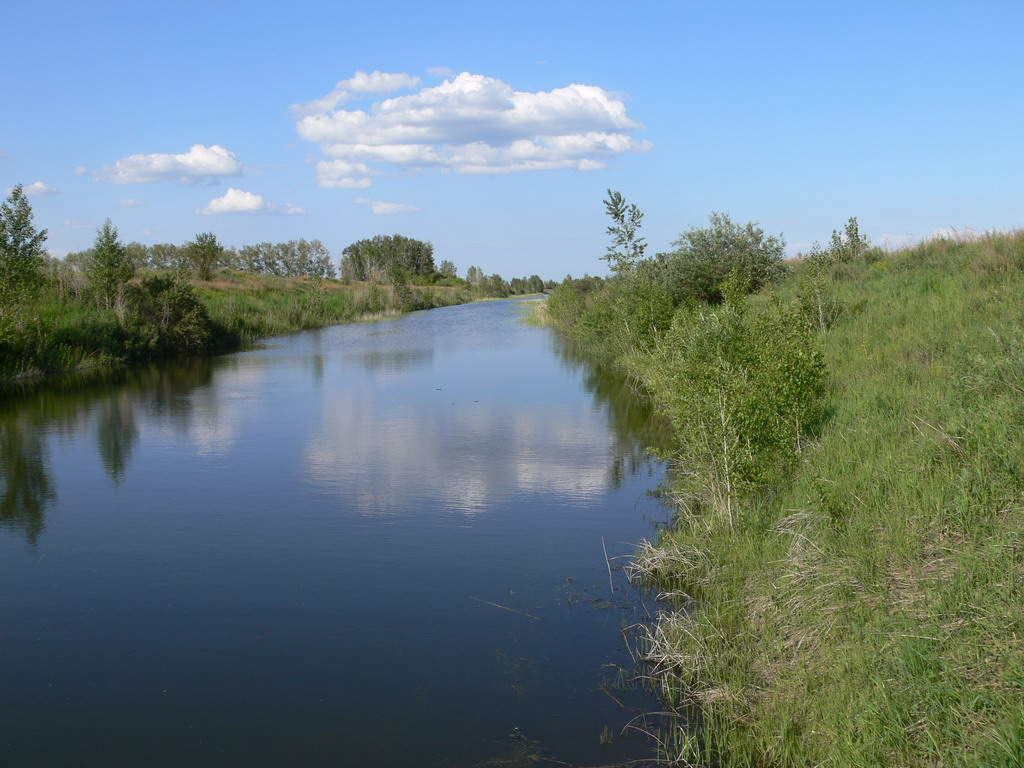

布拉戈維申卡區（俄语：Благовещенский район），是俄羅斯的一個區，位於該國南部，由阿爾泰邊疆區負責管轄，面積3,700平方公里，2010年人口30,783，人口密度每平方公里8.32人。